# Össur (Unternehmen)
Össur ist ein isländisches Unternehmen mit Sitz in der Landeshauptstadt Reykjavík. 

## Geschichte
Das Unternehmen wurde 1971 durch den Orthopädietechniker Össur Kristinsson in Reykjavík gegründet und begann mit der Fertigung von orthopädischen Produkten. Kristinsson wurde mit einem kurzen Bein geboren und studierte Prothetik in Stockholm. Im Jahr 1999 ging Össur an die Isländische Börse und 2009 an die Dänische Börse.
2016 lag der Umsatz des Unternehmens bei rund 500 Millionen US-Dollar und 2023 bei 786 Millionen US-Dollar.
Im Jahr 2022 beschäftigte Össur 4.000 Mitarbeiter.
Seit 2000 hat Össur mehrere Unternehmen erworben, unter anderem TeamOlmed, Touch Bionics und Naked Prosthetics. Im Januar 2024 erwarb Össur den deutschen Hersteller Fior & Gentz.

## Produkte
Össur produziert und vertreibt Prothesen für Hände und Beine. Der Hauptfokus liegt hierbei auf Prothesen für die unteren Gliedmaßen. Daneben werden auch Orthesen angeboten, die nach erlittenen Verletzungen zur Stabilisierung und Entlastung der betroffenen Körperteile beitragen sollen. Der Unternehmensumsatz setzt sich zu ungefähr gleichen Teilen aus beiden Produktsparten zusammen.

## Sportliche Förderung
Das Unternehmen tritt als Förderer des Behindertensports auf und ist Sponsor mehrerer Spitzensportler, unter anderem Markus Rehm und Felix Streng. Markus Rehm ist zudem Markenbotschafter von Össur.

## Auszeichnungen
2019 gewann das prothetische Knie Ossur Rheo Knee XC, welches Össur gemeinsam mit der Agentur Kinneir Dufort entworfen hat, den iF Design Award sowie den Red Dot Design Award.